# Pristobrycon aureus
Pristobrycon aureus är en fiskart som först beskrevs av Johann Baptist von Spix och Agassiz 1829.  Pristobrycon aureus ingår i släktet Pristobrycon och familjen Characidae. Inga underarter finns listade i Catalogue of Life.